# Tampico
För andra betydelser, se Tampico (olika betydelser).
Tampico är en stad i östra Mexiko och är belägen i delstaten Tamaulipas, vid kusten mot Mexikanska golfen och gränsen mot delstaten Veracruz. Den är en av landets största hamnstäder och ligger i en region med hög oljeproduktion. Tampico grundades år 1554 och uppgraderades till stad 1823.

## Stad och storstadsområde
Staden har 307 095 invånare (2007), med totalt 307 388 invånare (2007) i hela kommunen på en yta av 117 km². 
Storstadsområdet, Zona Metropolitana de Tampico, har totalt 822 957 invånare (2007) på en yta av 5 293 km². Området består av fem kommuner, varav två ligger i delstaten Veracruz:
- Tamaulipas: Altamira, Ciudad Madero och Tampico.
- Veracruz: Pánuco och Pueblo Viejo.